# Massariovalsa californica
Massariovalsa californica är en svampart som först beskrevs av Lewis Edgar Wehmeyer, och fick sitt nu gällande namn av M.E. Barr 1978. Massariovalsa californica ingår i släktet Massariovalsa och familjen Melanconidaceae.   Inga underarter finns listade i Catalogue of Life.